# 月刊My・Me
月刊My・Me（げっかんマイミー）とは、岐阜県各務原市を中心に配布されていたフリーペーパーの名称である。

## 特徴
2000年（平成12年）6月創刊。毎月1日発行。2008年頃に廃刊した。
マイ・ミー編集部が発行する無料のフリーペーパーであった。
中日ドラゴンズの話題（特に新人）、マイオーク（読者からの品物のオークション）、エンジェルドリーム（マイ・ミーのオリジナル商品の通販）等が中心である。

## 配布部数・配布地域
配布部数：163,500部
配布地域：岐阜県各務原市の全地域、及び岐阜県関市、岐阜市、可児市、美濃加茂市、羽島郡岐南町、笠松町、愛知県犬山市、江南市、一宮市、小牧市、丹羽郡扶桑町、大口町の一部
配置場所：岐阜県各務原市、岐阜市、関市、羽島郡岐南町、笠松町、及び愛知県犬山市、のサークルK、ガソリンスタンド等

## ホームページ
- Archived 2008年4月, at the Wayback Machine.
- Archived 2012年11月, at the Wayback Machine.

| サブスタブ | この項目は、まだ閲覧者の調べものの参照としては役立たない、書きかけの項目です。この項目を加筆・訂正などしてくださる協力者を求めています。このテンプレートは分野別のサブスタブテンプレートやスタブテンプレート（Wikipedia:分野別のスタブテンプレート参照）に変更することが望まれています。 |